# Plymouth, Connecticut
Plymouth är en kommun (town) i Litchfield County i delstaten Connecticut, USA med cirka 11 634 invånare (2000). Den har enligt United States Census Bureau en area på totalt 57,8 km² varav 1,5 km² är vatten.